# Jules de Rohan, principe di Soubise
Jules François Louis de Rohan, principe di Soubise (Parigi, 16 gennaio 1697 – Parigi, 6 maggio 1724), è stato un nobile francese, appartenente al Casato di Rohan.

## Biografia

### Infanzia

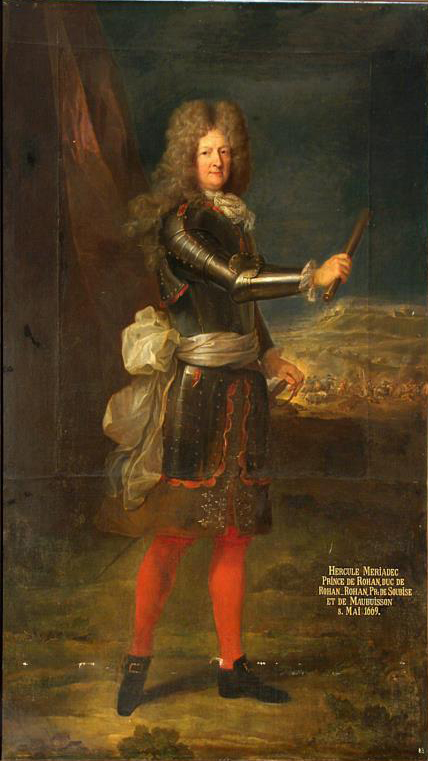
Ritratto di Hercule Mériadec de Rohan-Soubise conservato nel Castello di Sychrov

Nacque a Parigi da Hercule Mériadec de Rohan e da sua moglie Anne Geneviève de Lévis, in quanto membro del Casato di Rohan fu designato con l'appellativo di Altezza. Sua madre era l'unica figlia di Madame de Ventadour.

### Matrimonio

Stemma del Casato di Melun

Il 16 settembre 1714, all'età di 17 anni, sposò a Parigi Anne Julie de Melun. Sua moglie era una figlia di Louis de Melun ed Élisabeth Thérèse de Lorraine, bisnipote di Enrico IV di Francia. Furono genitori di cinque figli.

### Morte
Nel maggio del 1724 Jules e sua moglie si ammalarono di vaiolo. Jules morì il 6 maggio e sua moglie dodici giorni dopo.

## Discendenza
Il principe Jules e Anne Julie de Melun ebbero:
- Charles de Rohan, principe di Soubise, duca di Rohan-Rohan (16 luglio 1715–4 luglio 1787) sposò Anne Marie Louise de La Tour d'Auvergne (1722–1739) ed ebbe figli; si sposò nuovamente con Anna Teresa di Savoia (1717–1745) ed ebbe figli; sposò la Langravina Vittoria d'Assia-Rotenburg (1728–1792) senza figli;
- François Armand Auguste de Rohan, cardinal de Soubise, principe di Tournon (1º dicembre 1717–28 giugno 1758)
- Marie Louise de Rohan (7 gennaio 1720–4 marzo 1803) sposò Gaston Jean Baptiste de Lorraine, conte di Marsan, senza figli; fratello di Mademoiselle de Marsan.
- François Auguste de Rohan, conte di Tournon (16 settembre 1721–6 agosto 1736) celibe;
- René de Rohan, abate di Luxeuil (26 luglio 1723–7 febbraio 1743).

## Ascendenza
|                                                |                                     |                                                        | Genitori                                        |  |  | Nonni |  |  | Bisnonni                              |  |  | Trisnonni                              |  |
|                                                |                                     |                                                        |                                                 |  |  |       |  |  | Hercule de Rohan, principe di Guéméné |  |  | Louis VI de Rohan, principe di Guéméné |  |
|                                                |                                     |                                                        |                                                 |  |  |       |  |  | Hercule de Rohan, principe di Guéméné |  |  | Louis VI de Rohan, principe di Guéméné |  |
|                                                |                                     | Eléonore de Rohan-Gié, contessa di Rochefort           |                                                 |  |  |       |  |  | Hercule de Rohan, principe di Guéméné |  |  |                                        |  |
| François de Rohan, principe di Soubise         |                                     |                                                        |                                                 |  |  |       |  |  | Hercule de Rohan, principe di Guéméné |  |  |                                        |  |
|                                                |                                     | Marie d'Avaugour                                       | Claude I d'Avaugour, conte di Vertus            |  |  |       |  |  |                                       |  |  |                                        |  |
|                                                |                                     | Marie d'Avaugour                                       | Claude I d'Avaugour, conte di Vertus            |  |  |       |  |  |                                       |  |  |                                        |  |
|                                                |                                     | Marie d'Avaugour                                       | Catherine Fouquet de La Varenne                 |  |  |       |  |  |                                       |  |  |                                        |  |
| Hercule Mériadec de Rohan, principe di Soubise |                                     | Marie d'Avaugour                                       |                                                 |  |  |       |  |  |                                       |  |  |                                        |  |
|                                                |                                     | Henri de Chabot, signore di Saint-Aulaye               | Charles Chabot, signore di Saint-Gelais         |  |  |       |  |  |                                       |  |  |                                        |  |
|                                                |                                     | Henri de Chabot, signore di Saint-Aulaye               | Charles Chabot, signore di Saint-Gelais         |  |  |       |  |  |                                       |  |  |                                        |  |
|                                                |                                     | Henri de Chabot, signore di Saint-Aulaye               | Henriette de Lur-Saluces                        |  |  |       |  |  |                                       |  |  |                                        |  |
| Anne de Rohan-Chabot                           |                                     | Henri de Chabot, signore di Saint-Aulaye               |                                                 |  |  |       |  |  |                                       |  |  |                                        |  |
|                                                |                                     | Marguerite, duchessa di Rohan                          | Henri II, duca di Rohan                         |  |  |       |  |  |                                       |  |  |                                        |  |
|                                                |                                     | Marguerite, duchessa di Rohan                          | Henri II, duca di Rohan                         |  |  |       |  |  |                                       |  |  |                                        |  |
|                                                |                                     | Marguerite, duchessa di Rohan                          | Marguerite de Béthune                           |  |  |       |  |  |                                       |  |  |                                        |  |
| Jules de Rohan, principe di Soubise            |                                     | Marguerite, duchessa di Rohan                          |                                                 |  |  |       |  |  |                                       |  |  |                                        |  |
|                                                | Charles de Lévis, duca di Ventadour | Anne de Lévis, duca di Ventadour                       |                                                 |  |  |       |  |  |                                       |  |  |                                        |  |
|                                                | Charles de Lévis, duca di Ventadour | Anne de Lévis, duca di Ventadour                       |                                                 |  |  |       |  |  |                                       |  |  |                                        |  |
|                                                | Charles de Lévis, duca di Ventadour | Marguerite de Montmorency, signora di Lers e Gourville |                                                 |  |  |       |  |  |                                       |  |  |                                        |  |
| Louis Charles de Lévis, duca di Ventadour      | Charles de Lévis, duca di Ventadour |                                                        |                                                 |  |  |       |  |  |                                       |  |  |                                        |  |
|                                                |                                     | Marie de La Guiche                                     | Jean François de La Guiche, conte di La Palisse |  |  |       |  |  |                                       |  |  |                                        |  |
|                                                |                                     | Marie de La Guiche                                     | Jean François de La Guiche, conte di La Palisse |  |  |       |  |  |                                       |  |  |                                        |  |
|                                                |                                     | Marie de La Guiche                                     | Suzanne aux Epaules                             |  |  |       |  |  |                                       |  |  |                                        |  |
| Anne Geneviève de Lévis                        |                                     | Marie de La Guiche                                     |                                                 |  |  |       |  |  |                                       |  |  |                                        |  |
|                                                |                                     | Philippe de La Mothe-Houdancourt, duca di Cardonne     | Philippe de La Mothe, signore d'Houdancourt     |  |  |       |  |  |                                       |  |  |                                        |  |
|                                                |                                     | Philippe de La Mothe-Houdancourt, duca di Cardonne     | Philippe de La Mothe, signore d'Houdancourt     |  |  |       |  |  |                                       |  |  |                                        |  |
|                                                |                                     | Philippe de La Mothe-Houdancourt, duca di Cardonne     | Louise Charles du Plessis-Picquet               |  |  |       |  |  |                                       |  |  |                                        |  |
| Charlotte Eleonore de La Mothe-Houdancourt     |                                     | Philippe de La Mothe-Houdancourt, duca di Cardonne     |                                                 |  |  |       |  |  |                                       |  |  |                                        |  |
|                                                |                                     | Louise de Prie                                         | Louis de Prie                                   |  |  |       |  |  |                                       |  |  |                                        |  |
|                                                |                                     | Louise de Prie                                         | Louis de Prie                                   |  |  |       |  |  |                                       |  |  |                                        |  |
|                                                |                                     | Louise de Prie                                         | Françoise de Saint Gelais                       |  |  |       |  |  |                                       |  |  |                                        |  |
|                                                |                                     | Louise de Prie                                         |                                                 |  |  |       |  |  |                                       |  |  |                                        |  |

## Titoli e trattamento
- 16 gennaio 1697 - 24 agosto 1712: Sua Altezza, Jules de Rohan-Soubise
- 24 agosto 1712 - 24 maggio 1724: Sua Altezza, il Principe di Soubise